# Херси, Мохамед Мурсе
Мохамед Мурсе Херси (араб. محمد موسى حرسي‎; 1 июля 1937, Могадишо — 8 февраля 2017, ОАЭ) — сомалийский государственный, политический и военный деятель, президент Пунтленда с 8 января 2005 по 8 января 2009 года.

## Биография
Служил в армии в чине генерала во время правления Сиада Барре в Сомали. Был также губернатором в северных провинциях Сомали до того, как в стране разразилась гражданская война.
В 1963—1965 годах работал в Секретариате командующего вооружёнными силами Сомали. В 1965—1967 годах был председателем одной из политической партии страны. В 1970—1972 годах — командир 21-й дивизии Сомалийской национальной армии. В 1972—1973 годах командовал обучением вооружённых сил Сомали.
Участник войны за Огаден 1977—1978 годов и гражданской войны в Сомали.
С середины 1970-х до начала 1980-х годов служил военным атташе в Китае. Затем был переведён в Канаду, где пробыл до 2004 года.
8 января 2005 года парламент избрал его президентом Пунтленда. Занимал пост президента четыре года до января 2009 года.